# Metajapyx subterraneus
Metajapyx subterraneus är en urinsektsart som först beskrevs av Alpheus Spring Packard 1874.  Metajapyx subterraneus ingår i släktet Metajapyx och familjen Japygidae. Inga underarter finns listade i Catalogue of Life.